# نينا سيمون
يونيس كاثلين وايمون (بالإنجليزية: Nina Simone) (21 فبراير 1933 - 21 أبريل 2003)، والمعروفة باسم نينا سيمون، مغنية، وكاتبة أغاني، وموسيقية، وموزعة موسيقى، وناشطة في مجال الحقوق المدنية الأمريكية. شملت موسيقاها مجموعة واسعة من الأساليب الموسيقية بما في ذلك الكلاسيكية، والجاز، والبلوز، والفولك، والريذم أند بلوز، والغوسبل، والبوب.
ولدت سيمون لعائلة فقيرة في تريون بولاية كارولاينا الشمالية، وكانت السادسة من بين ثمانية أطفال، وتطلعت في البداية إلى أن تكون عازفة بيانو. وبمساعدة عدد قليل من الداعمين لها في مسقط رأسها، التحقت بمدرسة جوليارد للموسيقى في مدينة نيويورك. ثم تقدمت بطلب للحصول على منحة للدراسة في معهد كورتيس للموسيقى في فيلادلفيا، حيث حُرمت من القبول على الرغم من تجربة أدائها التي نالت الاستحسان، وهو ما نسبته إلى التمييز العنصري. في عام 2003، قبل أيام قليلة من وفاتها، منحها المعهد درجة فخرية.
بدأت سيمون العزف على البيانو في ملهى ليلي في أتلانتيك سيتي لكسب لقمة عيشها. غيرت اسمها إلى «نينا سيمون» لإخفاء نفسها من أفراد العائلة، بعد أن اختارت العزف على «موسيقى الشيطان» أو ما يسمى «ببيانو الكوكتيل». قيل لها في الملهى الليلي إنها ستضطر إلى مرافقة عزفها بالغناء، ما أدى فعليًا إلى إطلاق حياتها المهنية كمغنية جاز. واصلت تسجيل أكثر من 40 ألبومًا بين عامي 1958 و1974، وظهرت لأول مرة بألبوم ليتل غيرل بلو. كان لديها أغنية واحدة ناجحة في الولايات المتحدة عام 1958 بعنوان «آي لاف يو، بورغي». دمجت أسلوبها الموسيقي في الغوسبل والبوب مع الموسيقى الكلاسيكية، ولا سيما يوهان سباستيان باخ، ورافقت موسيقاها بصوتها الكونترالتو وبغناء معبر يشبه الجاز.

## سيرتها

### النجاح المكبر 1954-1959
لتمويل دروسها الخاصة، قدمت سيمون عرضًا في ميدتاون بار آند غريل في جادة باسيفيك في أتلانتيك سيتي، نيو جيرسي، التي أصر مالكها على الغناء وكذلك العزف على البيانو، ما زاد دخلها إلى 90 دولارًا في الأسبوع. في عام 1954 اعتمدت الاسم الفني «نينا سيمون». «نينا»، المشتق من نينيا، هو اسم مستعار أعطاها لها صديقها شيكو، و«سيمون» أخذته من الممثلة الفرنسية سيمون سينوريت، التي شاهدتها في فيلم كاسكو دور عام 1952. مع علمها بأن أمها لن توافق على عزفها «موسيقى الشيطان»، فقد استخدمت اسمها الفني الجديد لكي تظل مخفية. مزيج سيمون من موسيقى الجاز، والبلوز، والموسيقى الكلاسيكية في عروضها في البار أكسبها قاعدة معجبين صغيرة ولكنها مخلصة.
في عام 1958، صادقت وتزوجت من دون روس، وهو شخص وجودي عمل مناديًا في أرض المعارض، لكنها سرعان ما ندمت على زواجهما. عزفت في النوادي الصغيرة في نفس العام، وسجلت أغنية آي لف يو، بورغي لجورج غيرشوين (من بورغي أند بيس)، والتي تعلمتها من ألبوم بيلي هوليدي وأدتها كخدمة لصديق. أصبح هذا نجاحها الوحيد في قائمة العشرين في مجلة بيلبورد في الولايات المتحدة، وتبعها ألبومها الأول ليتل غيرل بلو في فبراير 1959 في تسجيلات بيثلهم. خسرت سيمون أكثر من مليون دولار من العائدات (لا سيما في الثمانينيات لإعادة إصدار نسختها من معيار الجاز «ماي بيبي جاست كيرس فور مي») ولم تستفد ماليًا من مبيعات الألبوم لأنها باعت حقوقها كاملة مقابل 3000 دولار.

### أصبحت مشهورة 1959-1964
بعد نجاح ليتل غيرل بلو، وقعت سيمون عقدًا مع تسجيلات كولبيكس وسجلت عددًا كبيرًا من الاستوديوهات والألبومات الحية. تخلت كولبيكس عن كل سيطرتها الإبداعية عليها، بما في ذلك اختيار المواد التي تسجلها، مقابل توقيعها العقد معهم. بعد إطلاق ألبومها المباشر نينا سيمون إن تاون هول، أصبحت سيمون أفضل فنانة في غرينتش فيلج. في هذا الوقت، كانت سيمون تؤدي موسيقى البوب فقط لكسب المال لمواصلة دراساتها الموسيقية الكلاسيكية، ولم تكن مبالية بشأن عقد التسجيل. حافظت على هذا الموقف تجاه صناعة التسجيلات لمعظم حياتها المهنية.
تزوجت سيمون من المحقق في شرطة نيويورك  أندرو ستراود في عام 1961. وأصبح فيما بعد مديرًا لها وأبًا لابنتها ليزا، لكنه أساء إلى سيمون نفسيًا وجسديًا.

### فترة الحقوق المدنية 1964-1974
في عام 1964 غيرت سيمون موزعي الأسطوانات من شركة كولبيكس الأمريكية إلى شركة تسجيلات فيليبس الهولندية، ما عنى تغييرًا في محتوى تسجيلاتها. لطالما أدرجت في مجموعتها أغانٍ مستوحاة من تراثها الأفريقي الأمريكي، مثل «براون بيبي» لأوسكار براون و «زونغو» لمايكل أولاتونجي في ألبومها نينا آت ذا فيلج غيت في عام 1962. في ألبومها الأول لشركة فيليبس، نينا سيمون إن كونسرت عام 1964، تناولت لأول مرة عدم المساواة العرقية في الولايات المتحدة في أغنية «ميسيسيبي غودام». كان هذا ردها على مقتل مدغار إيفرز في 12 يونيو 1963، وتفجير الكنيسة المعمدانية في شارع 16 في 15 سبتمبر 1963 في برمنغهام، ألاباما، ما أسفر عن مقتل أربع فتيات سوداوات صغيرات وإصابة خامسة بعمى جزئي. قالت إن الأغنية كانت «مثل إلقاء عشر رصاصات عليهم»، لتصبح واحدة من العديد من أغاني الاحتجاج الأخرى التي كتبتها سيمون. أصدِرت الأغنية كأغنية منفردة، وجرت مقاطعتها في بعض الولايات الجنوبية. حُطِمت النسخ الترويجية من قبل محطة إذاعية في كارولاينا وأعادتها إلى شركة فيليبس. ثم تذكرت فيما بعد كيف أن أغنية «ميسيسيبي غودام» كانت «أول أغنية لها عن الحقوق المدنية»، وأن الأغنية جاءت إليها «في اندفاع من الغضب، والكراهية، والعزيمة». تحدت الأغنية الاعتقاد بأن العلاقات العرقية يمكن أن تتغير تدريجيًا ودعت إلى المزيد من التطورات الفورية: «أنا وشعبي على وشك الاستحقاق». لقد كانت لحظة أساسية في تطرفها السياسي. تناولت في ألبوم «أولد جيم كرو» قوانين جيم كرو. بعد «ميسيسيبي غودام»، كانت رسالة الحقوق المدنية هي المبدأ في تسجيلات سيمون وأصبحت جزءًا من حفلاتها الموسيقية. مع ازدياد نشاطها السياسي، تباطأ معدل إصدار موسيقاها.
أدت سيمون وتحدثت في اجتماعات الحقوق المدنية، مثل مسيرات سلما إلى مونتغومري. مثلها مثل مالكوم إكس، جارها في جبل فيرنون في نيويورك، أيدت النزعة القومية السوداء ودعت إلى ثورة عنيفة بدلًا من النهج غير العنيف الذي تبناه مارتن لوثر كينغ. كانت تأمل أن يتمكن الأميركيون الأفارقة من استخدام القتال المسلح لتشكيل دولة منفصلة، على الرغم من أنها كتبت في سيرتها الذاتية أنها وأسرتها اعتبروا كل الأعراق متساوية.
في عام 1967 انتقلت سيمون من فيليبس إلى آر سي إيه فيكتور. غنت أغنية «بلاكلاش بلوز» التي كتبها صديقها، زعيم عصر النهضة في هارلم لانغستون هيوز، في أول ألبوم لها مع آر سي إيه، نينا سيمون سينغس ذا بلوز (1967). سجلت نينا أغنية لبيلي تايلور «آي ويش آي نو هاو إت وود فيل تو بي فري» و «ترنينغ بوينت». ألبوم نف سيد! (1968) احتوى على تسجيلات حية من معرض الموسيقى في ويسبري في 7 أبريل 1968، بعد ثلاثة أيام من اغتيال مارتن لوثر كينغ الابن. أهدت العرض له وغنت «واي؟ (ذا كينغ أوف لاف إز ديد)»، وهي أغنية كتبها عازف الباس الخاص بها، جين تايلور. في عام 1969 غنت في مهرجان هارلم الثقافي في ماونت موريس بارك.
حوّلت سيمون وويلدون إيرفين المسرحية غير المكتملة أن تكون شابًا وموهوبًا وأسودًا التي كتبتها لورين هانزبيري إلى أغنية للحقوق المدنية تحمل الاسم نفسه. نسبت الفضل إلى صديقتها هانزبيري في تنمية وعيها الاجتماعي والسياسي. أدت الأغنية مباشرة في ألبوم بلاك غولد عام 1970. أصدِر تسجيل الاستديو كأغنية فردية، وسُجلت الأغنية من قبل أريثا فرانكلين (في ألبومها عام 1972 يونغ، غيفتد، آند بلاك) ودوني هاثاواي. عند تأملها في تلك الفترة، كتبت في سيرتها الذاتية، «شعرت بأنني على قيد الحياة أكثر مما أشعر الآن لأني كنت مطلوبة، ويمكنني أن أغني شيئًا لمساعدة شعبي».

## وصلات خارجية
- نينا سيمون على موقع IMDb (الإنجليزية)
- نينا سيمون على موقع الموسوعة البريطانية (الإنجليزية)
- نينا سيمون على موقع روتن توميتوز (الإنجليزية)
- نينا سيمون على موقع ألو سيني (الفرنسية)
- نينا سيمون على موقع ميوزك برينز (الإنجليزية)
- نينا سيمون على موقع رولينغ ستون (الإنجليزية)
- نينا سيمون على موقع قاعدة بيانات برودواي على الإنترنت (الإنجليزية)
- نينا سيمون على موقع إن إن دي بي (الإنجليزية)
- نينا سيمون على موقع أول ميوزيك (الإنجليزية)
- نينا سيمون على موقع ديسكوغز (الإنجليزية)
- نينا سيمون على موقع ديسكوغز (الإنجليزية)